# رودی پارت
رودی پارت (۱۹۰۱ - ۱۹۸۳) اسلام‌شناس و شرق‌شناس آلمانی‌ست.

## زندگی
رودی پارت در سال ۱۹۲۰ با بهره‌مندی از بورسیه‌ای که بنیاد پروتستان توبینگن در اختیارش گذاشت، به تحصیل در رشته کلام پروتستان پرداخت. اما به زودی به مطالعات شرق‌شناسی علاقمند شد و به همین دلیل، از حمایت مالی کلیسای پروتستان محروم گردد. 
در سال ۱۹۲۴ هنگامی که ۲۳ ساله بود در گروه شرق‌شناسی دانشگاه توبینگن در موضوعی در خصوص تاریخ ادبیات عرب رساله دکتری خود را ارائه کرد و پس از این‌که تحصیلات خود را در مصر ادامه داد، در سال ۱۹۲۶ رساله استادی خود را در دانشگاه توبینگن به رشته تحریر درآورد. 
در سال ۱۹۵۱ کرسی استادی درس اسلام‌شناسی و سامی‌شناسی را در دانشگاه توبینگن عهده‌دار شد. در سال ۱۹۶۸ بازنشسته شد و یوزف فان اس کرسی او را به دست آورد. 
شهرت عمده پارت به دلیل ترجمه‌ای کامل از قرآن مجید است که در سال ۱۹۶۲ منتشر شد. پروفسور عادل تئودور خوری که خود از جمله متألهان عرب مسیحی است ترجمه وی را ستایش کرده است. ارزیابی غالب کارشناسان این است که ترجمه مذکور ضمن بهره‌مندی از اصول علمی ترجمه، هم برای مبتدیان و هم برای دانشجویان رشته‌های کلام قابل استفاده است.